# Lloret de Vista Alegre
Lloret de Vista Alegre (catalansk: Lloret de Vistalegre) er en by og kommune i det østlige Spanien på øen Mallorca i provinsen De Baleariske Øer. Den har et indbyggertal på 1.619 (2024) indbyggere.